# 中国共产党怀化市委员会
中国共产党怀化市委员会（简称中共怀化市委）是中国共产党在怀化市的领导机关。

## 职责
根据《中国共产党地方委员会工作条例》，中国共产党地方委员会主要实行政治、思想和组织领导，承担下列职能：
1. 对本地区重大问题作出决策。
2. 通过法定程序使党组织的主张成为地方性法规、地方政府规章或者其他政令。
3. 加强对本地区宣传思想文化工作的领导，牢牢掌握意识形态工作领导权、话语权。
4. 按照干部管理权限任免和管理干部，向地方国家机关、政协组织、人民团体、国有企事业单位等推荐重要干部。
5. 支持和保证人大、政府、政协、法院、检察院、人民团体等依法依章程独立负责、协调一致地开展工作，发挥这些组织中党组的领导核心作用。
6. 加强对本地区群团工作和统一战线工作的领导。
7. 动员、组织所属党组织和广大党员，团结带领群众实现党的目标任务。

## 历任书记

### 怀化地区
| 姓名   | 就任日期   | 离任日期   | 备注 |
| ------ | ---------- | ---------- | ---- |
| 吴彦凡 |            |            |      |
| 胡彪   | 1990年1月  | 1993年3月  |      |
| 戚和平 | 1993年3月  | 1995年10月 |      |
| 杨泰波 | 1995年10月 | 1998年4月  |      |

### 怀化市
| 届次 | 姓名   | 就任日期  | 离任日期  | 备注  |
| ---- | ------ | --------- | --------- | ----- |
| 1    | 杨泰波 | 1998年4月 | 2000年4月 |       |
| 2    | 欧阳斌 | 2000年4月 | 2006年3月 |       |
| 3    | 张文雄 | 2006年3月 | 2007年4月 |       |
| 4    | 刘莲玉 | 2007年4月 | 2008年3月 |       |
| 5    | 李亿龙 | 2008年7月 | 2013年3月 | [ 2 ] |
| 6    | 张自银 | 2013年3月 | 2014年4月 |       |
| 7    | 彭国甫 | 2014年6月 | 2021年3月 | [ 3 ] |
| 8    | 雷绍业 | 2021年3月 | 2022年4月 | [ 4 ] |
| 9    | 许忠建 | 2022年4月 |           | [ 5 ] |